# Coix aquatica
Espèce
Coix aquatica est une espèce de plantes monocotylédones  de la famille des Poaceae (Graminées), sous-famille des Panicoideae, originaire d'Asie tropicale.

## Description
Coix aquatica est une plante aquatique herbacée, annuelle (selon GrassBase) ou vivace (selon Flora of China), aux tiges (chaumes spongieuses, rampantes ou flottantes, de 60 à 150 cm de long, voire 30 mètres de long.
Les feuilles ont un limbe linéaire ou lancéolé de 8 à 45 cm de long sur 8 à 25 mm de large, à la base cordée et avec une ligule membraneuse d'un millimètre de long.
C'est une plante monoïque dont l'inflorescence est une panicule composée de racèmes mâle et femelle, sous-tendue par une spathéole commune. Le racème mâle est exsert tandis que le racème femelle est enveloppé. La désarticulation concerne l'inflorescence entière qui constitue l'unité de dissémination.
Les épillets sont groupés par trois, un épillet fertile accompagné de deux épillets stériles dans le racème femelle, 2 à 3 épillets mâles sessiles ou pédicellés sur le racème mâle. Les épillets sont sous-tendus par deux glumes dissemblables.
Les épillets fertiles, ovales, comprimés dorsalement, de 8 à 9 mm de long, comprennent un fleuron basal stérile et un fleuron fertile sans extension du rachillet
Les fleurons femelles n'ont pas de lodicules tandis que les fleurons mâles en comptent deux.
Le fruit est un caryopse au péricarpe adhérent à la graine.

### Cytologie
Le nombre chromosomique de base est x=5, et l'espèce est généralement diploïde (2n=2x=10) mais on rencontre des formes tétraploïdes (2n=4x=20) et octoploïdes (2n=8x=40).

## Distribution et habitat
L'aire de répartition de Coix aquatica s'étend en Asie tropicale : Chine (Guangdong, Guangxi, Yunnan), sous-continent indien (Bangladesh, Bhoutan, Inde, Sri Lanka), Malaisie, Myanmar, Thaïlande, Vietnam.
La plante se rencontre dans les lacs, cours d'eau, bordures marécageuses, en eau libre, entre  500 et 1800 mètres d'altitude
.

## Synonymes
Selon Catalogue of Life (29 octobre 2017) :
- Coix gigantea J.Koenig ex Roxb., nom. illeg.
- Coix gigantea subsp. aquatica (Roxb.) Bhattacharya
- Coix gigantea var. aquatica (Roxb.) Watt
- Coix lacryma-jobi f. aquatica (Roxb.) Backer
- Coix lingulata Hack.
- Coix poilanei Mimeur